# Ràskovo
Ràskovo (en rus: Расково) és un poble (un possiólok) de l'óblast de Saràtov, a Rússia, segons el cens del 2010 tenia 1.978 habitants. Pertany al districte municipal de Saràtov.